# Megan Grano
Megan Grano é uma atriz e escritora de Grosse Pointe, Michigan, conhecida por seu trabalho em This Is 40 (2012), Veep (2012) e Jimmy Kimmel Live! (2003).

## Biografia
Megan Grano começou a atuar como membro do Second Suburb, sua trupe de comédia de esquetes no ensino médio. Em seu primeiro ano na Universidade da Carolina do Norte (onde estudou Jornalismo), em 1995, ela fundou outra trupe de comédia chamada Chapel Hill Players (CHiPs). Depois de se mudar para Chicago, para onde viajou depois da faculdade, e onde estudou, atuou e ensinou improvisação e esboço no iO, no Annoyance e em muitos outros pequenos teatros. Por três anos, Megan excursionou com a The Second City National Touring Company e escreveu um show original com o elenco de Girls' Night Out do Second City antes de ingressar no Second City, em 2008.[carece de fontes?]
Em Los Angeles, ela trabalhou extensivamente como atriz, escritora e treinadora. Ela apareceu e trabalhou em vários programas de TV e filmes, incluindo Bridesmaids e This Is 40, trabalhou na equipe de roteiristas de Jimmy Kimmel Live!, e se apresentou com Jim Belushi e o Board of Comedy, bem como localmente em Los Angeles com vários grupos independentes.
Ela apareceu no US Comedy Arts Festival de 2007, em Aspen, com seu show de esquetes The Ragdolls: MOIST e, também em 2007, ganhou o concurso nacional de webisode "Create a Series" da The Oxygen Network. Em 2011, ela começou a trabalhar no The BreakWomb como cofundadora.
Em 2015, ela foi listada como uma das 100 mulheres mais inspiradoras do mundo pela BBC.

## Trabalhos

### Televisão
- Ervas daninhas
- Parques e recreação
- Quente em Cleveland
- Homem de familia
- O Projeto Mindy
- Pai americano!
- The Tonight Show com Conan O'Brien
- O Grande Estado da Geórgia

### Filmografia
- Damas de honra
- Isto é 40

### Estágio
- Thunderpussy (Teatro do Aborrecimento)
- GrabAss (Teatro do Aborrecimento)
- Armando Diaz (Teatro iO)
- Virgin Daiquiri (Teatro iO)
- A Segunda Cidade Chicago
- Festival de Artes de Comédia dos EUA
- iO Chicago
- iO Oeste